# 奥斯曼遇刺
奥斯曼·本·阿凡是阿拉伯帝国第三任正统哈里发，于公元656年被抗议者暗杀。最初，人群包围奥斯曼在麦地那的住宅进行抗议，局势在一名抗议者死亡后升级，抗议者要求另立新哈里发，但奥斯曼拒绝了；656年6月17日（伊斯兰历 35年 ），抗议者点燃了奥斯曼的住宅，一些抗议者得以从房屋的后部破门而入，奥斯曼正在阅读古兰经，他们打了他的头，并刺穿了他的腹部。
欧斯曼遇刺在当时的穆斯林世界产生了两极分化的影响。人们不仅对他的性格和政策提出了质疑，还对穆斯林与国家之间的关系、关于叛乱和治理的宗教信仰以及伊斯兰教统治的资格提出了质疑。 关于导致围攻奥斯曼的事件，威尔弗德·马德隆写道：“奥斯曼·伊本·阿凡对他的亲信巴努·阿卜杜勒·沙姆斯十分慷慨，巴努·阿卜杜勒·沙姆斯似乎控制着奥斯曼，同时他对几个最早圣伴如阿布·达尔·吉法里、阿卜杜拉·本·马苏德和阿慕尔·伊本·耶希尔表现出了傲慢的虐待，激起了众怒。650-651年，帝国的大部分地区都出现了公开的抵抗； 对他的统治和他任命的政府的不满并不仅限于阿拉伯半岛以外的省份。 当奥斯曼的亲信，尤其是马尔旺控制了阿拉伯半岛时，包括选举委员会的大部分成员在内的圣伴转而反对奥斯曼，或者至少撤回了他们的支持，以此向哈里发施加压力，要求他改过自新，减少他亲信的影响力。 

## 背景
在穆罕默德和第一任正统哈里发阿布·伯克尔分别于 632 年和 634 年去世后，欧麦尔·本·赫塔布（634-644 年在位）成为了新的哈里发，继续阿布·伯克尔发起的征服战争，在其治下，阿拉伯帝国几乎完全击溃了萨珊波斯，并牵制了拜占庭帝国，使其势力范围限于安纳托利亚和北非中部 。军队在被征服的地区建立新城市定居，在伊拉克建立了巴士拉和库法等驻军城镇，在埃及建立了福斯塔特城，由于叙利亚地区有大量阿拉伯人口，穆斯林征服者选择在现有城镇定居 。
征服给穆斯林带来了丰厚的土地及税收 ，特别是在伊拉克，穆斯林接收了先前的王室和波斯贵族的土地，这些土地成为了国家管理的公共财产，士兵们认为这些土地是他们的财产，进行了抗议，这些土地产生的收入被分配给征服的军队 ；欧麦尔授予各省总督相当大的自治权进行统治，各省收入的盈余被用于被征服地的定居者而非上缴至中央。 在例如军事采邑（iqṭāʿ, اقطاع）和行政职位的分配等事务上，欧麦尔优先考虑早期加入伊斯兰教（sābiq, سابق）的人，并且将后来者拒之门外，这在一定程度上导致了社会阶层分化，和旧秩序中有权有势的人的不满。 
欧麦尔在 644 年被暗杀后，圣伴（ṣahābah, صحابة）们（包括阿卜杜拉赫曼·伊本·奥夫、阿里、萨德·伊本·阿比·瓦卡斯、塔尔哈、欧斯曼和祖拜尔）组成的协商会议舒拉（šūrā, شورى）选举了奥斯曼为新任哈里发。 从麦加时代起，奥斯曼就是穆罕默德的早期伙伴，并且一直致力于伊斯兰教的事业，他与穆罕默德及伊斯兰教其他早期成员同属于麦加古莱什部落的倭马亚氏族； 但在穆罕默德传教期间，倭马亚人对伊斯兰教坚定反对，并且629 年穆罕默德征服麦加后才皈依伊斯兰教。  穆罕默德，以及后来的阿布·伯克尔和欧麦尔都试图通过授予倭马亚人礼物和重要职位来赢得倭马亚人的支持，并将他们纳入新的国家秩序。 

## 对奥斯曼政策的反对
穆罕默德去世后，辅士及一些古莱氏人的政治重要性被削弱，欧麦尔借助其倭马亚亲信的力量开始集权。奥斯曼任命他的亲戚担任所有的省长职位，  并向他的亲戚（包括马尔万一世和赛义德·本·阿绥）提供了大量土地和赠款。 在其统治的后半期（650年左右），舆论开始反对欧斯曼， 他被指控任人唯亲，任命太年轻的人担任重要职务； 他对省级事务进行干涉，包括宣布伊拉克王室土地为国有资产，要求将盈余转交给麦地那的哈里发；奥斯曼将被征服的土地赠予塔尔哈和祖拜尔等著名的古莱什人，以及外族总督，如艾什阿斯·本·盖斯，以换取他们在阿拉伯半岛的土地；他的这些政策使得被征服土地的早期定居者认为他们的利益受到威胁，从而引起了来自伊拉克和埃及等地定居者们的广泛反对。 
在库法城的老定居者库拉（qurrah, قرّة, 能背诵古兰经的人）的领导下，马利克·阿什塔尔开始反抗欧斯曼的政策。事件的高潮为，欧斯曼的库法总督及亲信赛义德·伊本·阿绥被库拉们驱逐出城，并宣布早先被免职的巴士拉总督阿布·穆萨·阿什阿里 为库法总督。
在645-646年间，奥斯曼罢免了在军队中广受欢迎的埃及总督阿姆尔·伊本·阿斯，并任命阿卜杜拉·伊本·萨德·伊本·阿比·萨尔接替他的职位。正如赛义德·伊本·阿斯在库法所做的那样，伊本·阿比·萨尔开始控制该省的金融系统，将盈余转移到首都，埃及的定居者对此十分不满。大约 654 年，紧张局势演变成抗议，在奥斯曼的养子穆罕默德·伊本·阿比·胡德海法和阿里的养子，阿布·伯克尔之子穆罕默德·本·阿比·伯克尔的领导下，一些反对者拒绝在总督身后祈祷（总督作为政府的代表会带领祈祷）655 年 1 月，反对者将伊本·阿比萨尔驱逐出埃及，并接管了行政管理权。  
和一些麦地那古莱什人，其中包括资历较高的一些圣伴，他们的影响力和威望都不及奥斯曼统治下的倭马亚人，于是在外省抗议的同时也表达了不满，  祖哈尔、哈希姆和马赫祖姆等古莱氏部落氏族撤回了对奥斯曼的支持；阿慕尔·本·阿斯、和穆罕默德的遗孀阿伊莎一直严厉批评哈里发，指责他在宗教上搞裙带关系。据称， 阿慕尔煽动古莱氏人反抗奥斯曼，并敦促高级圣伴与奥斯曼对峙；由 阿伊莎领导的穆罕默德的遗孀们（她们被尊为“信徒的母亲”） 向库法和埃及发送了信件，敦促各省起来反对奥斯曼。穆罕默德·本·阿比·伯克尔和 穆罕默德·伊本·阿比·胡德海法收到信件后，放弃了一场针对拜占庭人的穆斯林运动，声称针对内部敌人（即奥斯曼）的圣战比反对外部敌人更重要。

## 暴动
不满最终导致了埃及、库法和巴士拉的叛乱，埃及叛军聚集在麦地那附近，奥斯曼要求阿里与叛军谈判，以阿里为首的迁士代表和以穆罕默德·伊本·马斯拉玛为首的辅士代表会见了叛军并劝说他们返回，代表们以哈里发的名义保证他们将平反所有的冤屈，并同意充当担保人，叛军退却了，但当叛军正要启程返回埃及时，一名来自麦地那的信使追上了他们，信使携带一封据称带有哈里发奥斯曼印鉴的信件，这封信指示埃及总督在叛军回到埃及后后将他们处决；历史学家认为这封信不是由奥斯曼发出的，而是由他的秘书马尔万·伊本·哈卡姆发出；尽管如此，发现信件内容后，叛军立即决定返回麦地那并开始围攻。 

## 围攻的开始
奥斯曼下令处决叛军信件引发了叛军的众怒，同时，作为奥斯曼的担保人，阿里和穆罕默德·伊本·马斯拉玛证明奥斯曼对这封信件毫不知情，并要求奥斯曼直接与叛军对话。但此时叛乱者要求奥斯曼退位或罢黜，并另立哈里发。随着动荡的爆发，阿里因自己无力打破马尔旺对哈里发的影响而绝望，与奥斯曼决裂，但为缓和局势，阿里在得知叛军阻止向被围困的奥斯曼供水后，进行了干预 ；当奥斯曼面临袭击的危险时，他还派他的两个儿子保护他的家。  

## 暗杀
奥斯曼和他的妻子奈拉在晌礼时在房间里阅读古兰经，一些叛军爬上了周围的房屋，借由跳进了奥斯曼的房间，根据al'Amr ibn Hazm 的家族史，在进入奥斯曼房间后，穆罕默德·伊本·阿比·巴克尔抓住欧斯曼的胡子并摇晃，奥斯曼恳求他放手，并强调他的父亲艾布·伯克尔永远不会做这样的事，穆罕默德反驳说，如果艾布·伯克尔看到欧斯曼的所作所为，他肯定会谴责奥斯曼，随后，当奥斯曼向穆罕默德寻求真主的保护时，穆罕默德用刀刺穿了欧斯曼的头。  
基纳纳·伊本·巴沙尔随后加入，用箭和剑从背后刺穿奥斯曼的耳后。根据另一种说法，基纳纳用金属棒殴打打奥斯曼致奥斯曼倒在地上，随后苏丹·本·胡木兰杀了奥斯曼。在这两个叙述中，均提及Amr ibn Hamiq 坐在欧麦尔的胸口上，并多次刺穿他的身体。房子随后被洗劫一空。 因为叛军，或根据 Wellhausen所说，辅士，不允许他被埋葬在穆斯林墓地，奥斯曼的尸体在夜间被埋葬在犹太人墓地。  
1. ↑  Ayesha later denied having written any letters.[19]